# Peatîhatkî, Kremenciuk
Peatîhatkî (în ucraineană П'ятихатки) este un sat în comuna Rokîtne din raionul Kremenciuk, regiunea Poltava, Ucraina.

## Demografie
Componența lingvistică a localității Peatîhatkî
     Ucraineană (91,43%)
     Rusă (8,57%)
Conform recensământului din 2001, majoritatea populației localității Peatîhatkî era vorbitoare de ucraineană (91,43%), existând în minoritate și vorbitori de rusă (8,57%).